# Mala Hannivka, Ustînivka
Mala Hannivka (în ucraineană Мала Ганнівка) este un sat în comuna Hanno-Leontovîceve din raionul Ustînivka, regiunea Kirovohrad, Ucraina.

## Demografie
Componența lingvistică a localității Mala Hannivka
     Ucraineană (94,44%)
     Rusă (5,56%)
Conform recensământului din 2001, majoritatea populației localității Mala Hannivka era vorbitoare de ucraineană (94,44%), existând în minoritate și vorbitori de rusă (5,56%).